# 肿瘤微环境
肿瘤微环境（英語：Tumor microenvironment）是指肿瘤细胞存在的周围微环境，包括周围的血管、免疫细胞、成纤维细胞、骨髓源性炎性细胞、各种信号分子和细胞外基质（ECM）。
肿瘤和周围环境密切相关，不断进行交互作用，肿瘤可以通过释放细胞信号分子影响其微环境环境，促进肿瘤的血管生成和诱导免疫耐受，而微环境中的免疫细胞可影响癌细胞增长和发育。
腫瘤微環境中常見的免疫細胞特性包含以下三者：(1)具細胞毒殺功能的自然殺手細胞、細胞毒性T細胞數量減少；(2)具免疫抑制功能的骨髓來源的抑制性細胞(Myeloid-derived suppressor cell, MDSC)及調節T細胞數量增加；(3)巨噬細胞及嗜中性球分別由具促發炎能力的M1及N1表型，轉變為具抑制免疫反應而能促進腫瘤生長的M2及N2表型
肿瘤微环境有助于肿瘤异质性的形成。